# Hematit
Hematit je eden od mineralov železovega(III) oksida (Fe2O3). Hematit kristalizira v romboedričnem kristalnem sistemu, tako kot ilmenit in korund. Hematit in ilmenit tvorita pri temperaturi nad 950 °C popolno trdno raztopino.
Hematit je mineral črne do jekleno sive ali srebrno sive, rjave do rdečkasto rjave ali rdeče barve in ena od najpomembnejših železovih rud. Vsi hematiti imajo ne glede na barvo rdečo barvo črte. Hematit je trši od čistega železa, vendar mnogo bolj krhek. Hematitu in magnetitu soroden oksidni mineral je maghemit.
Veliki depoziti hematita so v slojih železovih rud v predkambrijski sedimentnih kamninah. Sivi magnetit se običajno nahaja na področjih, kjer je bila nekoč voda, ali v bližini vročih izvirov, na primer v Narodnem parku Yellowstone v ZDA. Mineral se lahko obarja iz vode in se v slojih zbira na dnu jezer, izvirov in drugih stoječih voda. Hematit lahko nastaja tudi brez prisotnosti vode, običajno zaradi vulkanske aktivnosti.
Kot glina veliki kristali hematita lahko nastajajo kot sekundarni minerali pri preperevanju kamnin zaradi vremenskih procesov. Hematit, pomešan z drugimi oksidi ali oksihidroksidi, je na primer goethit, ki daje značilno rdečo barvo zemlji v tropskih krajih.
Nahajališča lepih primerkov hematita so v Angliji, Mehiki, Braziliji, Avstraliji, ZDA in Kanadi. 

## Etimologija in zgodovina
Ime hematit je nastalo iz grške besede  αἷμα (aima), ki pomeni kri. Uprašeni hematit je lahko tudi rdeče barve in se ravno zaradi tega uporablja tudi kot pigment.
Okra je glina, ki je obarvana z 20-70% hematita. Rdeča okra vsebuje brezvodni hematit, medtem ko rumena okra vsebuje hidratizirani  hematit (Fe2O3·H2O). Okre se uporabljajo predvsem kot obstojni pigmenti v barvnih premazih.
Rdeča kreda, pridobljena iz hematita, je bila ena najstarejših v zgodovini človeštva. Uprašeni mineral so prvič uporabili pred 164.000 leti prebivalci Pinacle Pointa na južni obali Republike Južne Afrike, očitno zaradi socialnega razločevanja. Ostanke hematita so našli  tudi na pokopališčih, starih 80.000 let. V bližini Rydna na Poljskem in Lovasa na Madžarskem so odkrili rudnike rdeče krede iz obdobja 5.000 let pred n. št., ki so pripadali kulturi z linearno keramiko z zgornjega Porenja.
Bogata ležišča hematita so odkrili tudi na otoku Elbi, ki so se izkoriščala vse do obdobja Etruščanov.

### Nakit
Hematit je bil predvsem v viktorijanskem obdobju (1837–1901) izredno priljubljena surovina za izdelavo nakita. V zadnjem času doživlja ponoven vzpon, predvsem v zahodnih državah ZDA.  
Uporablja se tudi za izdelavo graviranih gem.

### Zanimivost
Egiptovski arheolog Zaki Hawass je leta 2001 prvi vstopil v nedotaknjeno grobnico pod mestom Bawiti v oazi Bahariya, v kateri naj bi bil pokopan lokalni župan. Hawass je v pogrebni sobi odkril 20 centimetrov debelo plast fino uprašenega hamatita, ki je prekrivala tla in sarkofag. Hematitov prah draži kožo, oči in sluznico in pri dovolj dolgi izpostavljenosti povzroča siderozo. Stari Egipčani, ki so hematit uporabljali kot barvni pigment, so to njegovo lastnost očitno dobro poznali in hoteli z njim preprečili izropanje grobnice.  

## Magnetizem
Hematit je pod Morinovim prehodom pri 260 K antiferomagneten, med Morinovim prehodom in Néelovo temperaturo (948 K) antiferomagneten ali rahlo feromagneten, nad  Néelovo temperaturo pa paramagneten. 
Zgradba magnetita je bila v 1950. letih predmet obširnih razprav, ker se je pokazal kot feromagneten s Curiejevo temperaturo okrog 1000 K, vendar z izjemno majhnim navorom (0,002 µB). Dodatno presenečenje je bil prehod pri 260 K v fazo brez neto magnetnega navora. Izkazalo se je, da je sistem v bistvu antiferomagneten, vendar z nizko simetrijo kationskih položajev. Izginitev navora pri temperaturi 260 K je posledica spremembe anizotropije.
Hematit je del kompleksne trdne raztopine oksihidroksidnega sistema, ki ima različne vsebnosti vode, hidroksilnih skupin in nezasedenih substituent, ki vplivajo na mineralove magnetne in kristalno kemijske lastnosti. Skrajni obliki hematita sta protohematit in hidrohematit.

### Železo iz rudniške jalovine
Hematit je prisoten v jalovini železovih rudnikov. Nedavno razviti tehnološki postopek omogoča namagnetenje železove rude in ločitev hematita z močnimi magneti od resnične jalovine.